# Alejandro Sanz

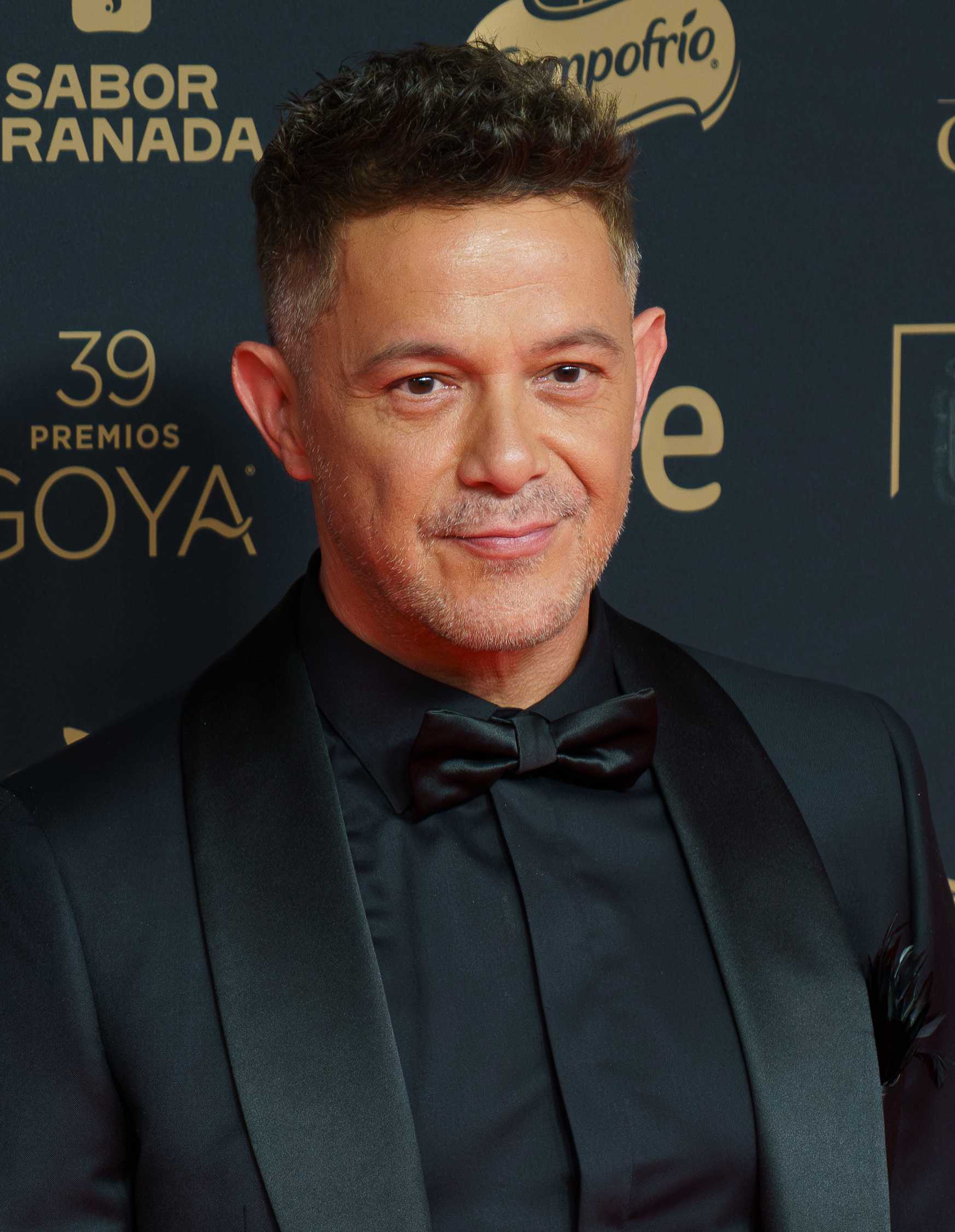
Alejandro Sanz (2025)

Alejandro Sanz (* 18. Dezember 1968 in Madrid; eigentlich Alejandro Sánchez Pizarro) ist ein spanischer Popmusiker.

## Leben und Karriere
Sanz wurde als zweiter Sohn des Ehepaares María Pizarro Medina und Jesús Sánchez Madero geboren. Im Alter von sieben Jahren begann er, Gitarre zu spielen. Drei Jahre später komponierte er erste eigene Songs. Mit 16 Jahren zog Sanz nach Moratalaz um und besuchte dort Managementkurse. In dieser Zeit nahm er auch sein erstes Album auf.
Seine erste Veröffentlichung auf einem großen Plattenlabel war 1991 das Album Viviendo deprisa. Auf seinem zweiten Album Si tu me miras, das 1993 auf den Markt kam, arbeitete er mit Musikern wie Nacho Maño, Chris Cameron und Paco de Lucía zusammen. Sein drittes Album 3 entstand in Venedig.
Der internationale Durchbruch gelang ihm mit seinen beiden nächsten Alben Más (1997) und El alma al aire (2000), die sich beide in den US-amerikanischen Billboardcharts platzieren konnten. Sein Album No es lo mismo (2003) wurde 2004 als bestes Latin-Pop-Album mit einem Grammy ausgezeichnet.
In Deutschland wurde Sanz einem breiteren Publikum mit dem Song La Tortura, einem Duett mit der kolumbianischen Sängerin Shakira, bekannt.

## Diskografie
Studioalben

| Jahr                | Titel Musiklabel                             | Höchstplatzierung, Gesamtwochen, AuszeichnungChartplatzierungen (Jahr, Titel, Musiklabel, Platzierungen, Wochen, Auszeichnungen, Anmerkungen) | Höchstplatzierung, Gesamtwochen, AuszeichnungChartplatzierungen (Jahr, Titel, Musiklabel, Platzierungen, Wochen, Auszeichnungen, Anmerkungen) | Höchstplatzierung, Gesamtwochen, AuszeichnungChartplatzierungen (Jahr, Titel, Musiklabel, Platzierungen, Wochen, Auszeichnungen, Anmerkungen) | Höchstplatzierung, Gesamtwochen, AuszeichnungChartplatzierungen (Jahr, Titel, Musiklabel, Platzierungen, Wochen, Auszeichnungen, Anmerkungen) | Anmerkungen                                                    |
| Jahr                | Titel Musiklabel                             | ES | CH | US | Latin | Anmerkungen                                                    |
| ------------------- | -------------------------------------------- | --- | --- | --- | --- | -------------------------------------------------------------- |
| als Alejandro Magno |                                              | | | | |                                                                |
|                     |                                              | | | | |                                                                |
| 1989                | Los chulos son pa’ cuidarlos                 | — | — | — | — | Erstveröffentlichung: 1989                                     |
| als Alejandro Sanz  |                                              | | | | |                                                                |
|                     |                                              | | | | |                                                                |
| 1991                | Viviendo deprisa Warner Music Spain          | ES2 ×9Neunfachplatin · (57 Wo.)ES | — | — | — | Erstveröffentlichung: 20. August 1991 Verkäufe: + 930.000      |
| 1993                | Si tú me miras Warner Music Spain            | ES2 ×5Fünffachplatin · (30 Wo.)ES | — | — | — | Erstveröffentlichung: 17. August 1993 Verkäufe: + 560.000      |
| 1995                | 3 Warner Music Netherlands                   | ES1 ×8Achtfachplatin · (57 Wo.)ES | — | — | — | Erstveröffentlichung: 13. Juni 1995 Verkäufe: + 980.000        |
| 1997                | Más Warner Music Netherlands                 | ES1 ×2222-fach-Platin · (148 Wo.)ES | — | US— GoldUS | Latin5 ×6Sechsfachplatin · (74 Wo.)Latin | Erstveröffentlichung: 9. September 1997 Verkäufe: + 3.850.000  |
| 2000                | El alma al aire Warner Music Benelux         | ES1 ×1313-fach-Platin · (55 Wo.)ES | CH71 (4 Wo.)CH | US148 (2 Wo.)US | Latin3 ×2Doppelplatin · (38 Wo.)Latin | Erstveröffentlichung: 26. September 2000 Verkäufe: + 1.915.000 |
| 2003                | No es lo mismo Warner Music Benelux          | ES1 ×8Achtfachplatin · (66 Wo.)ES | — | US128 (3 Wo.)US | Latin2 Platin · (29 Wo.)Latin | Erstveröffentlichung: 2. September 2003 Verkäufe: + 1.180.000  |
| 2006                | El tren de los momentos Warner Music Benelux | ES1 ×4Vierfachplatin · (54 Wo.)ES | — | US66 (2 Wo.)US | Latin3 Platin · (25 Wo.)Latin | Erstveröffentlichung: 7. November 2006 Verkäufe: + 570.000     |
| 2009                | Paraíso Express Warner Music Benelux         | ES1 ×3Dreifachplatin · (76 Wo.)ES | — | US84 (1 Wo.)US | Latin1 (20 Wo.)Latin | Erstveröffentlichung: 10. November 2009 Verkäufe: + 240.000    |
| 2012                | La música no se toca Universal Music Spain   | ES1 ×5Fünffachplatin · (77 Wo.)ES | — | US26 (4 Wo.)US | Latin1 Gold · (51 Wo.)Latin | Erstveröffentlichung: 25. November 2012 Verkäufe: + 373.000    |
| 2015                | Sirope Universal Music Spain                 | ES1 ×5Fünffachplatin · (102 Wo.)ES | — | US83 (1 Wo.)US | Latin1 (14 Wo.)Latin | Erstveröffentlichung: 4. Mai 2015 Verkäufe: + 326.000          |
| 2019                | #ElDisco Universal Music Spain               | ES1 ×3Dreifachplatin · (101 Wo.)ES | — | — | Latin36 (2 Wo.)Latin | Erstveröffentlichung: 4. April 2019 Verkäufe: + 218.000        |
| 2021                | Sanz Universal Music Spain                   | ES1 Platin · (40 Wo.)ES | — | — | — | Erstveröffentlichung: 10. Dezember 2021 Verkäufe: + 40.000     |

grau schraffiert: keine Chartdaten aus diesem Jahr verfügbar

## Auszeichnungen

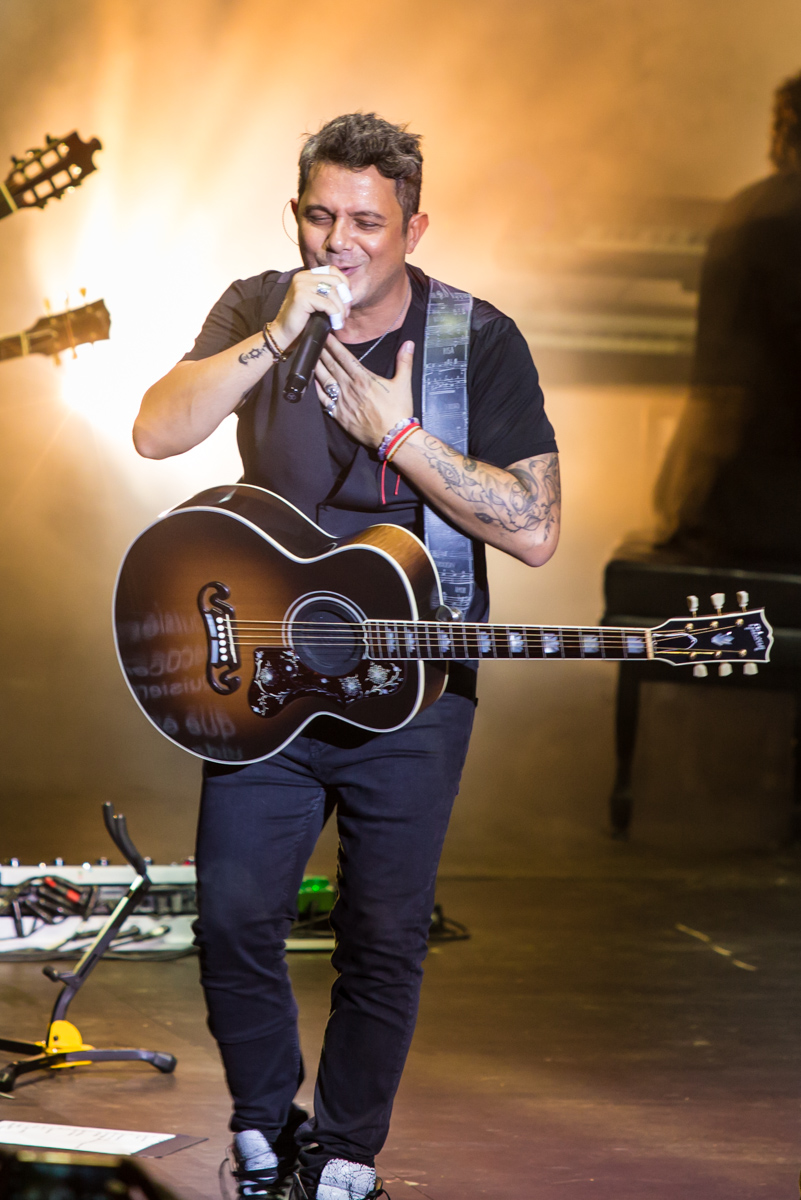
Alejandro Sanz (2016)

- 1997: Premio Amigo (Spanien) – Mejor Artista Masculino (dt.: bester männlicher Künstler)
- 1997: Premio Ondas (Spanien) – Mejor Artista Nacional (dt.: national bester Künstler)
- 1997: Premios de la Música (Spanien) – Mejor Artista Nacional (dt.: national bester Künstler)
- 1998: Premio Amigo (Spanien) – Sonderehrung
- 1998: Premio Ondas (Spanien) – Homenaje Especial (dt.:bestes Lied (Corazón partío))
- 1999: World Music Awards – Best Selling Spanish Artist
- 2000: Premio Ondas – Mejor Artista Español (dt.: bester spanischer Künstler)
- 2001: MTV Video Music Awards – Gewinner eines im spanischen MTV ausgestrahlten Wettbewerbs mit dem Album El alma al aire.
- 2004: Grammy für No es lo mismo (bestes Latin-Pop-Album)
- 2008: Grammy für El tren de los momentos (bestes Latin-Pop-Album)
- 2011: Medalla de Oro al Mérito en las Bellas Artes, spanische Verdienstmedaille in Gold der Schönen Künste
- 2011: Grammy für Paraíso Express (bestes Latin-Pop-Album)
- 2020: Grammy für #Eldisco (bestes Latin-Pop-Album)